# Szczelina w Łabajowej
Szczelina w Łabajowej – obiekt jaskiniowy w Dolinie Będkowskiej w województwie małopolskim, w powiecie krakowskim, w gminie Wielka Wieś. Jest to rejon Wyżyny Olkuskiej w obrębie Wyżyny Krakowsko-Częstochowskiej. 

## Opis obiektu
Znajduje się w bardzo popularnej wśród wspinaczy skalnych Grupie Łabajowej po prawej stronie wielkiego otworu Jaskini Łabajowej. W zachodniej ścianie Łabajowej jest Komin Łabajowej, a w nim na wysokości około 10 m znajduje się dolny otwór Szczeliny w Łabajowej. Za nim są dwie poprzeczne szczeliny. Szczelina odchodząca na lewo jest wąska, i wysoka. W odległości około 10 m jest w niej próg obrywający się do Zacięcia Łabajowej. Szczelina ma niewielki otwór uchodzący na powierzchnię skały. Na południowy zachód odchodzi 4-metrowej długości i coraz niższy, w końcu całkiem zagruzowany korytarzyk. Wyżej w kominie znajduje się zablokowany głaz, a nad głazem jest myta rura skalna prowadząca do trzeciego otworu. Jest jeszcze czwarty otwór, który można osiągnąć trawersując z zaklinowanego bloku na południowy zachód. Przed otworem tym znajduje się studzienka przechodząca w niedostępną szczelinę. Wrzucony do niej kamień wypada w żlebie między Łabajową a Łabajową Basztą. Świadczy to o tym, że niemal cała prawa część Łabajowej jest z tyłu odcięta od zbocza. 
Jaskinia wytworzyła się w późnojurajskich wapieniach skalistych. Jest w pełni widna i w większości sucha, tylko w kilku miejscach kapie woda. Na spągu znajduje się skalny gruz zmieszany z glebą. Na ścianach i stropie grzybki naciekowe, mleko wapienne i niewielkie makarony, wegetują glony, mchy i porosty. Ze zwierząt obserwowano pająki, kosarze i motyle, m.in. rusałkę pawika, szczerbówkę ksieni i paśnika jaskiniowca.

## Historia poznania i eksploatacji
Jaskinia została odkryta przez wspinaczy skalnych, wejście do niej możliwe jest bowiem tylko wspinaczką, lub zjazdem na linie ze szczytu skały. Szczeliną w której znajduje się jaskinia prowadzi droga wspinaczkowa Jedynak sromotny o trudności III w skali polskiej. Wspinacze wzmiankowali jaskinię nazywając ją tunelem, sztolnią lub kominem, brak było jednak jej opisów. Pierwszy plan i przekrój jaskini sporządził J. Nowak w październiku 2010 r. opisali ją J. Nowak i J. J. Grodzicki.

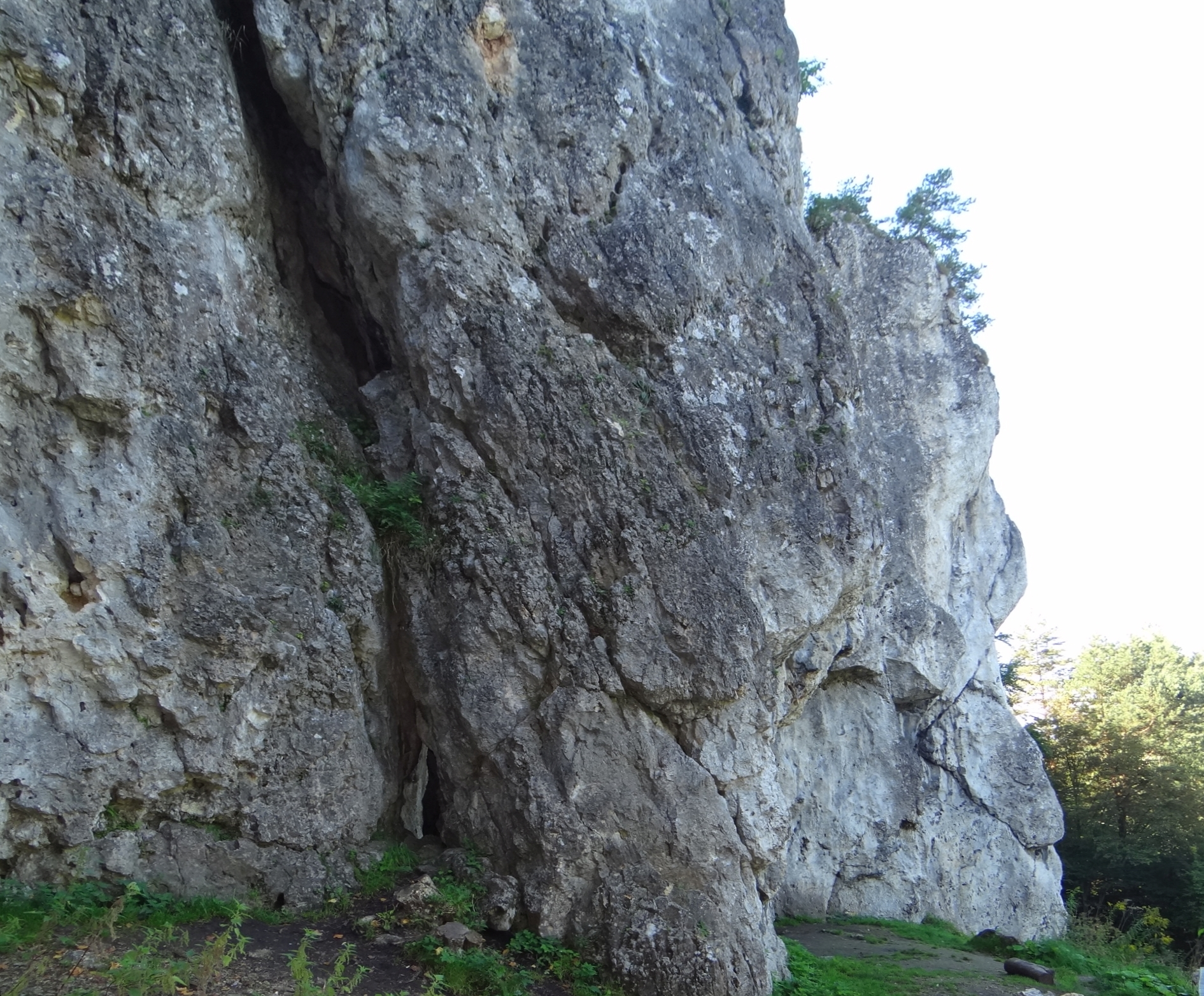
Szczelina w Łabajowej